# Глогочув
Ґлоґочув (пол. Głogoczów) — село в Польщі, у гміні Мислениці Мисленицького повіту Малопольського воєводства.
Населення — 2855 осіб (2011).
У 1975—1998 роках село належало до Краківського воєводства.

## Географія
На південно-східній околиці села бере початок річка Глогочувка.

## Демографія
Демографічна структура станом на 31 березня 2011 року:
|          | Загалом | Допрацездатний вік | Працездатний вік | Постпрацездатний вік |
| -------- | ------- | ------------------ | ---------------- | -------------------- |
| Чоловіки | 1391    | 317                | 953              | 121                  |
| Жінки    | 1464    | 344                | 857              | 263                  |
| Разом    | 2855    | 661                | 1810             | 384                  |